# Temnothorax duloticus
Temnothorax duloticus is een mierensoort uit de onderfamilie van de Myrmicinae. De wetenschappelijke naam van de soort is voor het eerst geldig gepubliceerd in 1937 door Wesson, L.G..